# 15 años (álbum)
Pastora Soler celebra sus quince años en el mundo de la música con la publicación el 7 de septiembre de 2010 de un CD + DVD en directo grabado el 5 y 6 de mayo en el teatro Lope de Vega de Sevilla. En 15 años recoge sus canciones más exitosas, además de contar con la colaboración de Malú, Miguel Poveda o Manuel Carrasco. El sencillo elegido para promocionar este álbum en directo es la versión en acústico de La mala costumbre, un tema dedicado a su padre Francisco ya aparecido en su anterior álbum Bendita locura. El álbum entrará en el puesto 9 de los cien discos más vendidos en España.

## Listado de canciones
1. Lo único que sé - 4:40
2. Quién - 3:44
3. Mi soledad - 4:31
4. Toda mi verdad - 4:06
5. Flor de romero - 3:57
6. La mala costumbre - 4:23
7. Damelo ya - 3:50
8. Que pequeña que soy yo - con Malú - 3:44
9. Bendita locura - 3:30
10. Volver a Sevilla - 4:20
11. Non Credere - 4:42
12. Esta vez quiero ser yo - con Manuel Carrasco - 4:20
13. Solo tu - 4:07

1. Trinia
2. Y sin embargo te quiero -
3. Callejuela sin salida
4. En el último minuto
5. Sólo vivo pa quererte - con Miguel Poveda
6. Torre de arena
7. A la virgen del Rosario (tangos de la perla)
8. Tangos populares
9. Piensa en mí
10. Que no daría yo
11. Después de todo
12. Una Cantaora